# 2-萘乙酮
2-萘乙酮又称2-乙酰基萘，是一种有机化合物，化学式为C12H10O。它可由萘和乙酰氯在三氯化铝存在下于二氯甲烷中反应得到，副产物是1-萘乙酮。α-甲基-2-萘甲醇的氧化反应也能得到2-萘乙酮。